# Мужберське сільське поселення
Мужбе́рське сільське поселення — муніципальне утворення в складі Ігринського району Удмуртії, Росія. Адміністративний центр — присілок Мужбер.
Населення — 478 осіб (2015; 481 в 2012, 504 в 2010).

## Склад
До складу поселення входять такі населені пункти:
| Населений пункт            | Населення, осіб (2010) | Населення, осіб (2012) |
| -------------------------- | ---------------------- | ---------------------- |
| Башмаково, присілок        | 0                      | 0                      |
| Верхній Чумой, присілок    | 16                     | 16                     |
| Верхні Шорні, присілок     | 0                      | 0                      |
| Кабаново, присілок         | 3                      | 3                      |
| Мужбер, присілок           | 177                    | 163                    |
| Нижні Шорні, присілок      | 4                      | 3                      |
| Сосновські Шорні, присілок | 142                    | 139                    |
| Узирмон, присілок          | 25                     | 24                     |
| Чумой, село                | 137                    | 133                    |